# 世界で一番熱い夏
『世界で一番熱い夏』（せかいでいちばんあついなつ）は、TBS系列で2001年7月6日 - 9月14日に金曜ドラマ枠で放送されたテレビドラマ。主演は岸谷五朗。
放送後、VHSビデオが発売されたが、DVD化はされていない。また、ノベライズ版（森実与子、TBSドラマ制作部著）が出ている。

## ストーリー
神大輔は敬愛する政治家・東城勇志の下で秘書を務めていた。だがある日、大輔は東城に贈収賄事件の濡れ衣を着せられてしまう。警察に追われる大輔はホームレスの世界に身を寄せながら、自分の無実を証明しようと奮闘し、大輔の妻・来未子はひたすら大輔を信じ待ち続ける。

## キャスト
- 神大輔：岸谷五朗

東城の第二秘書で元第一秘書。地方の三流大学出身。政治家になる夢を抱いていたが、ある贈収賄事件をきっかけに、ホームレスの世界に入ってしまう。
- 神来未子：和久井映見

大輔の妻でごく平凡な主婦。大輔とは、大学時代に選挙運動のアルバイトで出会う。見かけと違い、その根底に流れる意志は極めて強い。
- 神ちえみ：仲根紗央莉

大輔と来未子の娘。
- 榎本凉子：原沙知絵

東城の第一秘書。明晰な頭脳と卓越した行動力を持つ。暴力団など、裏社会とのつながりもある。
- タカシ：風間俊介

ホームレス。捨て子であり、ヤブさんに育てられてきた。純粋な心とこの年代にない力強さを持ち合わせている。
- マッポ：柳沢慎吾

ホームレス。政治嫌いで、当初は大輔に反発するが、次第に理解を示すようになる。
- 坂本医師：でんでん
- 森ちゃん：半海一晃

ホームレス。
- 川合玲子：山口もえ
- 西沢刑事：相島一之
- 中山刑事：伊藤裕正
- 正木淳：山下真司
- 東城勇志：小野武彦

与党の大物政治家。クリーンな政治姿勢で、大輔は絶大な信頼を寄せていた。
- 東城美央：岡あゆみ

勇志の娘。心臓の重い病気を抱えている。
- 原さん：古手川祐子

新宿西口公園唯一の女性ホームレス。タカシとただならぬ関係。
- 鈴木さん：鈴木史朗

ホームレスでリストラされた元会社員。妻から三行半を言い渡された。いつもスーツを着ている。
- ヤブさん：田中邦衛

ホームレスのリーダー的存在でホームレス歴22年。元外科医だが、その過去は謎に包まれている。

## 主題歌
- ｢翼がなくても」COLOR（作詞・作曲：岸谷香）

## スタッフ
- 脚本・監修：都築浩
- 脚本：渡邉睦月、松田知子
- 音楽：吉俣良
- プロデュース：山田康裕
- 演出：福澤克雄、大岡進、吉田秋生、平野俊一

## サブタイトル
| 第1話                                                     | 2001年7月6日  | 犯人は俺じゃない | 10.4% |
| 第2話                                                     | 2001年7月13日 | 俺は生きている!! | 9.6%  |
| 第3話                                                     | 2001年7月20日 | 復讐の序曲       | 9.8%  |
| 第4話                                                     | 2001年7月27日 | 娘との永遠の別れ | 9.1%  |
| 第5話                                                     | 2001年8月3日  | 暴かれた過去     | 8.6%  |
| 第6話                                                     | 2001年8月17日 | 奇跡の大逆転     | 6.7%  |
| 第7話                                                     | 2001年8月24日 | 逃亡者ついに逮捕 | 10.3% |
| 第8話                                                     | 2001年8月31日 | 命懸けの脱獄     | 10.0% |
| 第9話                                                     | 2001年9月7日  | 壮絶な最後の闘い | 10.4% |
| 最終話                                                    | 2001年9月14日 | 神になった男     | 9.6%  |
| 平均視聴率 9.5%（視聴率は関東地区・ビデオリサーチ社調べ） |               |                  |       |